# Krasnostav, Slavuta
Krasnostav (în ucraineană Красностав) este un sat în comuna Horîțea din raionul Slavuta, regiunea Hmelnîțkîi, Ucraina.

## Demografie
Componența lingvistică a localității Krasnostav
     Ucraineană (100%)
Conform recensământului din 2001, toată populația localității Krasnostav era vorbitoare de ucraineană (100%).